# Ben Badis
Ben Badis é uma cidade e comuna localizada na província de Constantina, Argélia. Segundo o censo de 1998, a população total da cidade era de 13 869 habitantes.